# 国道235号
国道235号（こくどう235ごう）は、北海道室蘭市から苫小牧市を経て、浦河郡浦河町に至る一般国道である。

## 概要
起点の室蘭市から苫小牧市までは国道36号の重用区間に指定されている。苫小牧市から並走する日高自動車道は国道235号の一部として供用されている。

### 路線データ
一般国道の路線を指定する政令に基づく起終点および重要な経過地は次のとおり。
- 起点：室蘭市（室蘭市海岸町1丁目28番6[2]、国道36号終点）
- 終点：北海道浦河郡浦河町（浦河町大通2丁目32番[2]、国道236号・国道237号・北海道道288号浦河港線終点、国道336号起点）
- 重要な経過地：登別市、苫小牧市、北海道沙流郡門別町[注釈 2]
- 総延長 : 256.0 km（重用延長を含む。）[3][注釈 3]
- 重用延長 : 77.3 km[3][注釈 3]
- 未供用延長 : なし[3][注釈 3]
- 実延長 : 178.7 km[3][注釈 3]
  - 現道 : 122.3 km[3][注釈 3]
  - 旧道 : なし[3][注釈 3]
  - 新道 : 56.3 km[3][注釈 3]
- 指定区間：全線[4]

## 歴史
- 1953年（昭和28年）5月18日 - 二級国道235号室蘭浦河線（室蘭市 - 北海道浦河郡浦河町）として指定施行[5]。
- 1965年（昭和40年）4月1日 - 道路法改正により一級・二級区分が廃止されて一般国道235号として指定施行[1]。

## 路線状況

### 通称
- 浦河国道[6]

### 重複区間
- 国道36号（室蘭市海岸町1丁目（起点） - 苫小牧市沼ノ端）

### 道路施設

#### 主な橋梁
- 浜厚真橋（厚真川、勇払郡厚真町）
- 沙流川橋（沙流川、沙流郡日高町）
- 波恵橋（波恵川、日高町）
- 慶能舞橋（慶能舞川、日高町）
- 厚賀橋（厚別川、日高町 - 新冠郡新冠町）
- 新冠橋（新冠川、新冠町）
- 静内橋（静内川、日高郡新ひだか町）
- 元静内橋（日高郡新ひだか町）

#### 道の駅
国道36号重複区間は除く。
- 胆振総合振興局
  - むかわ四季の館（勇払郡むかわ町）
- 日高振興局
  - サラブレッドロード新冠（新冠郡新冠町）
  - みついし（日高郡新ひだか町）

## 地理

### 通過する自治体
- 北海道
  - 胆振総合振興局
    - 室蘭市 - 登別市 - 白老郡白老町 - 苫小牧市 - 勇払郡厚真町 - 勇払郡むかわ町

  - 日高振興局
    - 沙流郡日高町 - 新冠郡新冠町 - 日高郡新ひだか町 - 浦河郡浦河町

### 交差する道路
胆振総合振興局
室蘭市
- 室蘭市海岸町1丁目（起点）

（国道36号との重複区間は省略）
苫小牧市
- 国道36号・北海道道91号苫小牧東インター線：沼ノ端
- 日高自動車道沼ノ端西IC : 沼ノ端
- 国道234号：沼ノ端
- 日高自動車道沼ノ端東IC・北海道道259号上厚真苫小牧線：柏原
- 日高自動車道苫東中央IC：柏原
- 北海道道129号静川美沢線：静川

勇払郡厚真町
- 北海道道259号上厚真苫小牧線：共和（2箇所）
- 北海道道287号厚真浜厚真停車場線：上厚真 → 日高自動車道厚真IC
- 北海道道287号厚真浜厚真停車場線：浜厚真

勇払郡むかわ町
- 北海道道10号千歳鵡川線：美幸3丁目 → 日高自動車道鵡川IC
- 北海道道74号穂別鵡川線：宮戸

日高振興局
沙流郡日高町
- 北海道道289号富川停車場線：富川
- 国道237号：富川（富川南1・富川北1交点） → 日高自動車道日高富川IC
- 北海道道351号正和門別停車場線：緑町 → 日高自動車道日高門別IC
- 北海道道208号比宇厚賀停車場線：厚賀町
- 北海道道208号比宇厚賀停車場線：厚賀町（厚賀町交点）→ 日高自動車道日高厚賀IC

新冠郡新冠町
- 北海道道209号滑若新冠停車場線：高江
- 日高自動車道新冠IC（事業中） : 高江
- 北海道道209号滑若新冠停車場線：北星町（中央町交点）

日高郡新ひだか町
- 北海道道71号平取静内線 : 静内御幸町
- 北海道道992号静内停車場線：静内御幸町（御幸町1交点）
- 北海道道637号西川東静内停車場線：東静内
- 北海道道796号西端春立線：静内春立
- 北海道道534号富沢日高三石停車場線：三石旭町
- 北海道道234号美河三石停車場線：三石鳧舞

浦河郡浦河町
- 北海道道384号荻伏停車場線：荻伏町（荻伏町交点）
- 北海道道481号上向別浦河停車場線：堺町（堺町交点）
- 国道236号・北海道道288号浦河港線：大通2丁目（大通2丁目、終点）